# Struttura della Regia Aeronautica

## Struttura gerarchica della R.A.
La struttura gerarchica dei reparti di volo della Regia Aeronautica variò nei diversi periodi storici ma in generale era così suddivisa:
squadra aerea: reparto territoriale costituito da due o tre divisioni o brigate, al comando di un generale di squadra aerea;
divisione aerea: tre stormi, al comando di un generale di divisione;
brigata aerea: due stormi, al comando di un generale di brigata;
stormo: due gruppi, al comando di un colonnello; 
gruppo: reparto costituito da apparecchi dello stesso tipo, al comando di un maggiore o di un tenente colonnello; composto da 3 squadriglie per la caccia, da due squadriglie per le altre specialità;
squadriglia: reparto costituito da tre sezioni, al comando di un capitano;
sezione: al comando di un tenente o sottotenente; una sezione da caccia è composta nominalmente da 4 apparecchi, se da bombardamento o da osservazione da 3 apparecchi.

## Inizi
Con il regio decreto del 28 marzo 1923 n. 645 tutte le forze aeree del Regno vennero unificate sotto la Regia Aeronautica che divenne terza forza armata nazionale, dopo Regio Esercito e Regia Marina.

### 1º maggio 1923
La Regia Aeronautica era così suddivisa:
- Commissariato dell'Aeronautica
  - Vice Commissariato dell'Aeronautica
  - Gabinetto dell'Aeronautica
  - Comando Generale della Regia Aeronautica (C.G.R.A.)
  - Direzione Generale dell'Aeronautica
  - Direzione Superiore del Genio e delle Costruzioni Aeronautiche (D.S.G.C.A.)
  - Direzione Superiore dei Servizi Amministrativi e del Personale (D.S.S.A.P.)
  - Ufficio del Traffico Aereo e degli Addetti Aeronautici all'Estero

Al momento della costituzione il Comando aveva in forza 23 squadriglie, 10 da caccia, 3 da bombardamento e 10 da ricognizione. Nel dicembre del 1924 le squadriglie aumenteranno a 75, mentre nel novembre del 1925 arriveranno a 92.
Al 1º maggio del 1923 la struttura degli stormi di volo era la seguente:
- 1º Stormo Aeroplani da Caccia (Brescia)
- Centro Aviazione da Caccia (Brescia)
- 1º Stormo Aeroplani da Bombardamento (Milano)
- Centro Aviazione da Bombardamento (Milano)
- 1º Stormo Aeroplani da Ricognizione (Roma)
- Centro Aviazione da Ricognizione (Parma)
- Aviazione della Tripolitania (Tripoli)
- Aviazione della Cirenaica (Bengasi)
- Gruppo Dirigibili (Ciampino)
- Centro Dirigibili (Roma)
- Comando Scuole di Aviazione (Roma)
- Centro Scuole di Aviazione (Capua)

### 4 maggio 1925
Con il regio decreto del 2 aprile 1925 n.496 viene istituita la carica di capo di stato maggiore dell'Aeronautica. Con il regio decreto del 4 maggio 1925 n.627 si definì ulteriormente la struttura della Regia Aeronautica:
- Stato Maggiore Generale della Regia Aeronautica
  - Ufficio del Capo di Stato Maggiore della Regia Aeronautica
  - Arma Aeronautica
    - Armata Aerea (78 squadriglie)
    - Aeronautica per il Regio Esercito (57 squadriglie su 19 gruppi e 6 stormi)
    - Aeronautica per la Regia Marina (35 squadriglie su 9 gruppi e 4 stormi, e con 6 dirigibili in 2 gruppi in uno Stormo)
    - Aeronautica per la Regie Truppe Coloniali (3 gruppi)

  - Corpo di Commissariato Militare Aeronautico
  - Scuole di Aeronautica

Con il regio decreto del 30 agosto del 1925 n.1513 il Commissariato per l'Aeronautica viene portato a ruolo di Ministero dell'Aeronautica.
Il Regio decreto 6 gennaio 1931 N° 98 determinò un nuovo ordinamento suddividendo l’Aeronautica in un ufficio di Stato Maggiore, 4 comandi di Zona Aerea Territoriale e 2 Comandi di Aeronautica della Sicilia e della Sardegna.

## R.A. durante la guerra di Abissinia
Per organizzare le forze aeree per la Guerra d'Etiopia, il 1º febbraio 1935 fu costituito il Comando aeronautica dell'Africa orientale italiana di Asmara sotto il generale Ferruccio Ranza.
Il 25 febbraio 1935 nasce il 7º Stormo di Mogadiscio.
Il 6 settembre 1935 nasce la III Brigata aerea di Asmara.
Nell'ottobre 1935 vi erano anche il IV Gruppo di Asmara ed il XXVII Gruppo di Assab.
Nel novembre 1935 c'è anche l'8º Stormo di Gura (Eritrea) con il XXVIII Gruppo di Assab.
Il 10 dicembre 1935 nasce la Brigata aerea mista dell'Aviazione della Somalia italiana di Mogadiscio.
A Massaua il 16 dicembre arriva il 9º Stormo che diventa operativo dal 21 dicembre ed il 20 dicembre il 14º Stormo che diventa operativo dal 27 dicembre.
Il 12 gennaio 1936 nasce la Brigata aerea da bombardamento di Gura.
Il 15 gennaio 1936 nasce lo Stormo aeroplani da ricognizione tattica di Macallè.

## R.A. in Africa Orientale Italiana
Nell'ambito dell'Africa Orientale Italiana il 3 agosto 1936 nasce il Comando settore aeronautico est di Dire Daua.
Il 1º ottobre 1936 nascono il Comando settore aeronautico nord di Asmara ed il Comando settore aeronautico sud di Mogadiscio.
Il 1º maggio 1937 nasce il Comando settore aeronautico ovest di Addis Abeba.

## Durante la seconda guerra mondiale
La Regia Aeronautica, all'entrata in guerra, era divisa sul territorio in regioni aeree chiamate zone aeree territoriali (Z.A.T.). Con la mobilitazione del 1940 queste divennero squadre aeree (SQ.A.). Il gruppo di volo generalmente era dotato di un unico modello di aeromobile, potevano fare eccezione i periodi di passaggio da un velivolo ad un altro. Vi erano 10 quartier generali + 3 specialità (Aviazione Ausiliaria per l'Esercito, Aviazione Ausiliaria per la Marina e Comando Servizi Aerei Speciali). In seguito vennero creati i quartier generali Aeronautica della Tunisia e Aeronautica della Provenza.
L'elenco dei quartier generali e l'ordine di battaglia al 10 giugno del 1940 e ai primi di settembre del 1943 era:
- 1ª Squadra aerea (Milano)
- 2ª Squadra aerea (Palermo)
- 3ª Squadra aerea (Roma)
- 4ª Squadra aerea (Bari)
- Aeronautica della Sardegna - ASAR (Cagliari)
- Aeronautica dell'Albania - AALB (Tirana)
- Aeronautica dell'Egeo - AEGE (Rodi)
- Aeronautica della Libia - Ovest
- Aeronautica della Libia - Est
- Aeronautica dell'Africa Orientale  (Addis Abeba)

Specialità al 10 giugno del 1940 e ai primi di settembre del 1943:
- Aviazione Ausiliaria per l'Esercito
- Aviazione Ausiliaria per la Marina
- Comando Servizi Aerei Speciali (C.S.A.S.)

I quartier generali creati successivamente furono:
- Aeronautica della Tunisia - ATUN  (Tunisi)
- Aeronautica della Provenza - APRO (Salon de Provence)

In aggiunta vennero create delle unità operative quali:
- Corpo di spedizione in Russia
- Aeronautica di Grecia
- Aeronautica di Slovenia e Dalmazia

Cartina che mostra la divisione in squadre aeree dell'Italia e delle regioni sotto il controllo italiano durante la primavera 1943.